# Юріс Упітіс
Юріс Упітіс (латис. Juris Upītis; 16 червня 1991, м. Рига, Латвія) — латвійський хокеїст, лівий/центральний нападник. Виступає за «Динамо» (Рига) у Континентальній хокейній лізі.
Виступав за СК ЛСПА/Рига, «Динамо-Юніорс» (Рига), ХК «Рига», «Металургс» (Лієпая).
У складі молодіжної збірної Латвії учасник чемпіонатів світу 2010 і 2011 (дивізіон I). У складі юніорської збірної Латвії учасник чемпіонатів світу 2008 (дивізіон I) і 2009 (дивізіон I).